# Неоренесанс
Неоренеса́нс — один з історичних стилів середини XIX ст. Розвивався паралельно з неокласицизмом і неоготикою. Він був сумішшю з необароко та тривав недовго.
Широке поле діяльності знайшлося для представників нового стилю в архітектурі залізничних вокзалів.

## Джерела

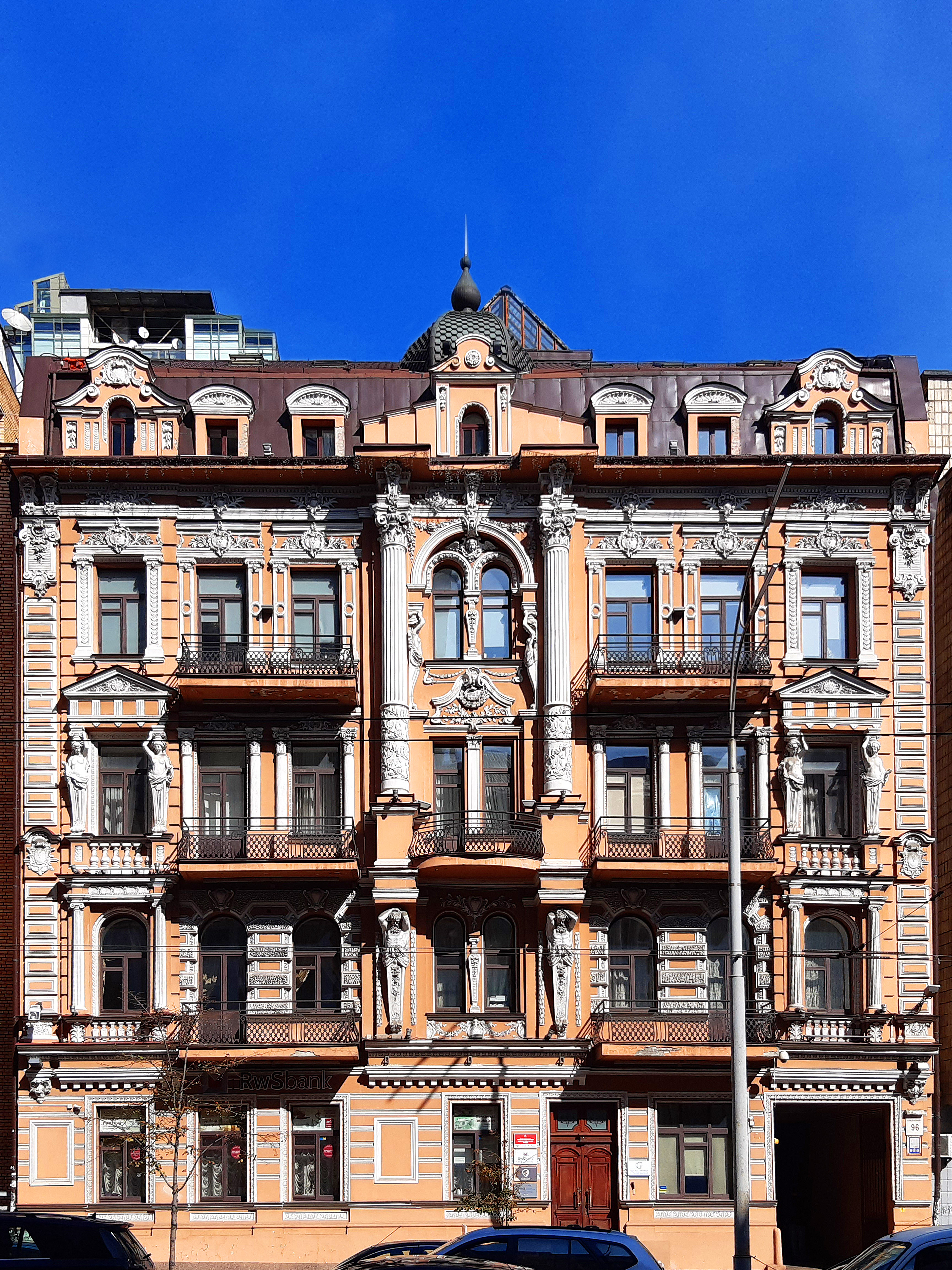
Будинок Клуга

## Загальна характеристика

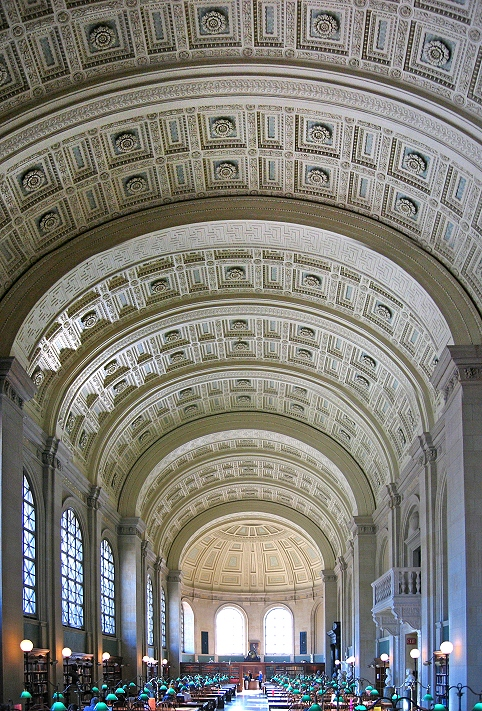
Бейтс Голл, читальна зала, Бостонська публічна бібліотека.

Неоренесанс — одна з поширених форм архітектурної еклектики XIX століття, що відтворювала зовнішні архітектурні рішення часів Відродження, особливо італійського чінквеченто. Відмінні риси — тяжіння до симетрії, раціональне членування фасадів. Надавалась перевага прямокутним планам з внутрішніми двориками, широкому використанню таких архітектурних елементів, як-от рустика і пілястри.

## Зразки неоренесансних споруд
- Будинок Галицького намісництва, Львів
- Палац Євгенія Богарне в Мюнхені (Лео фон Кленце, 1816)
- Дрезденська картинна галерея (Готфрід Земпер)
- Володимирський палац в Санкт-Петербурзі, фасад

### В Україні
Будинок Клуга у Києві на вулиці Саксаганського, 96, відносять до французького неоренесансу.

## Галерея

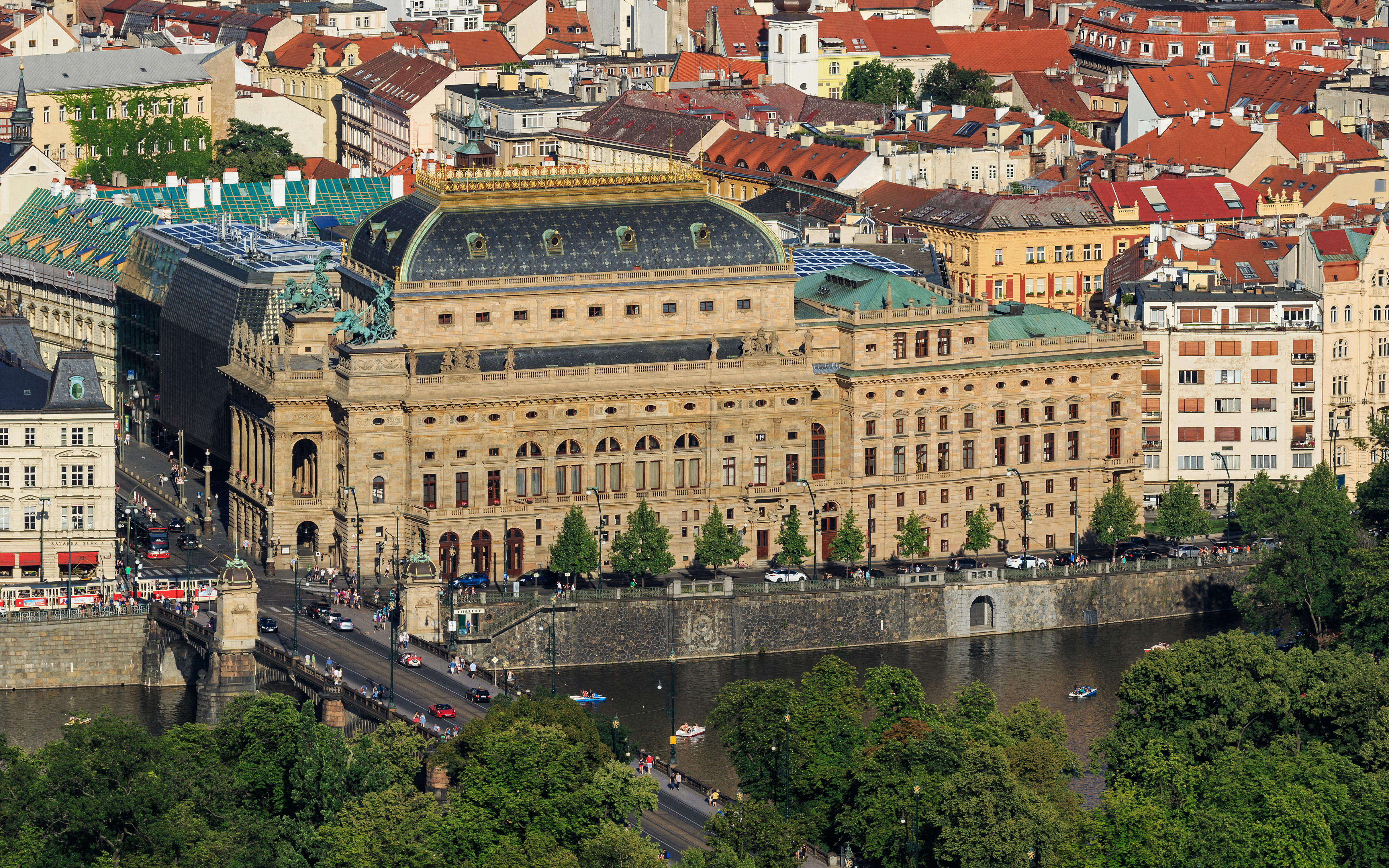
Національний театр, Прага (Чехія в складі Австро-Угорщини), 1862 р.
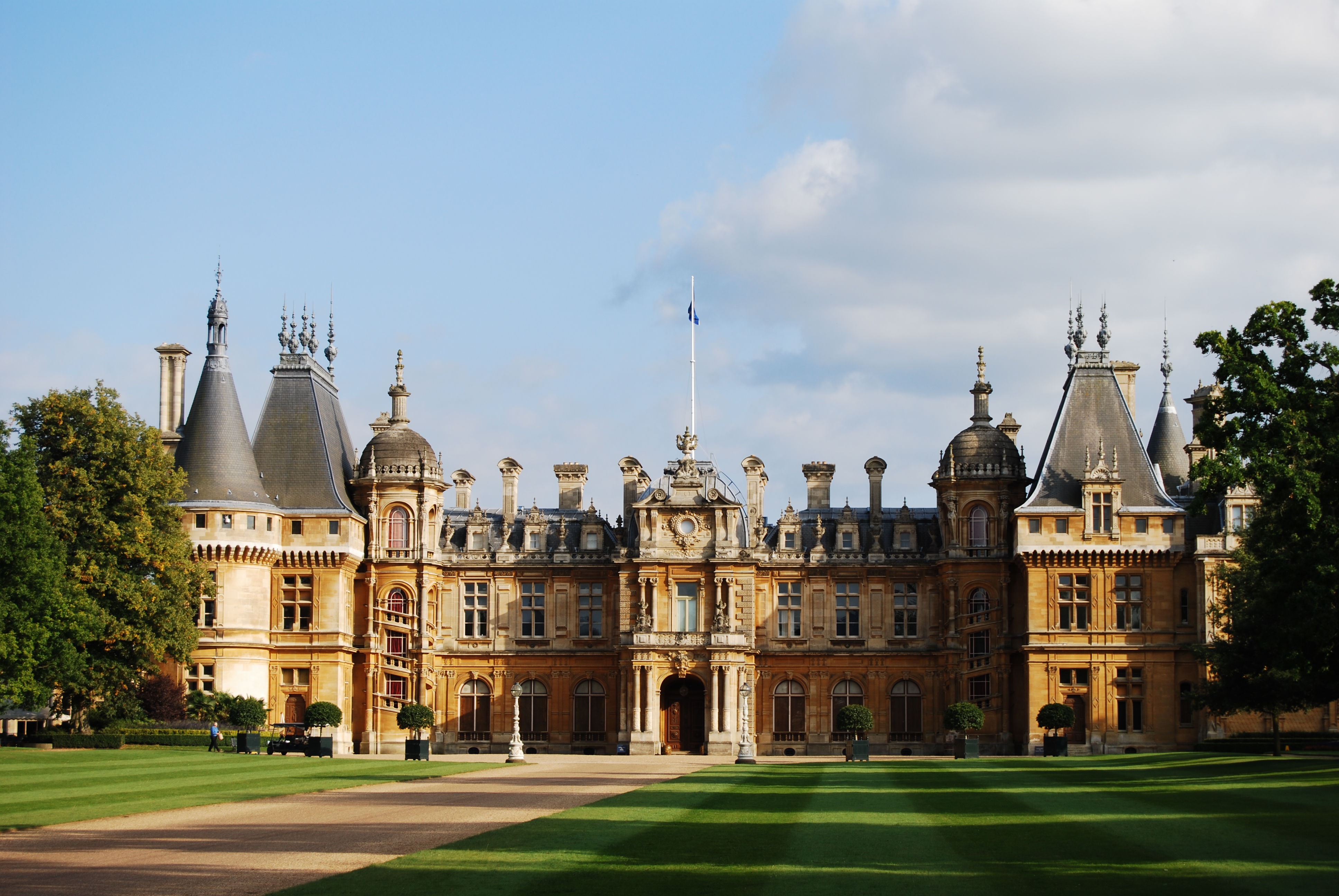
Ведстон Манор, резиденція банкірів Ротшильд в стилістиці французького ренесансу, 1874 р.
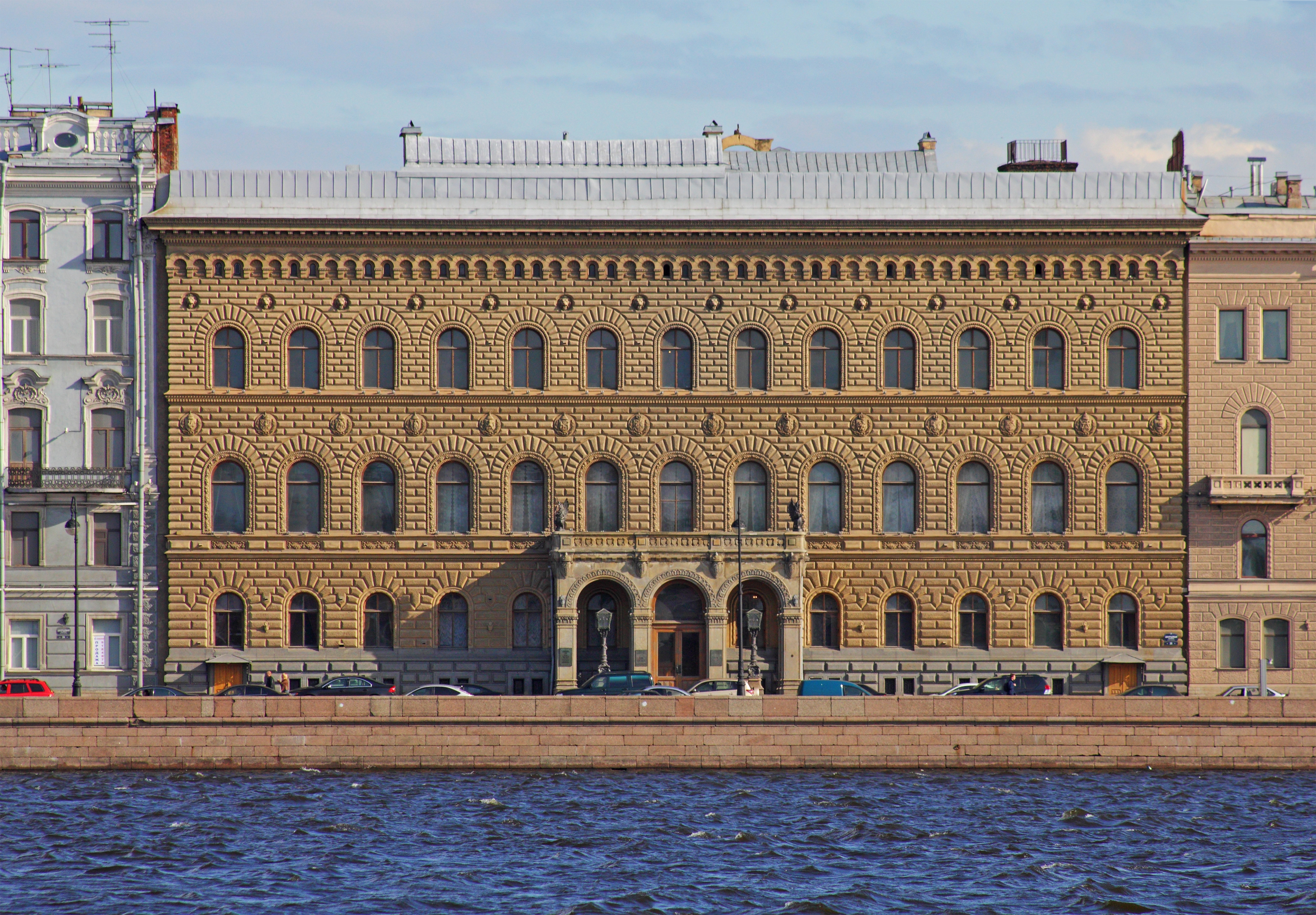
Володимирський палац (Санкт-Петербург), фасад в стилістиці флорентійського раннього відродження.
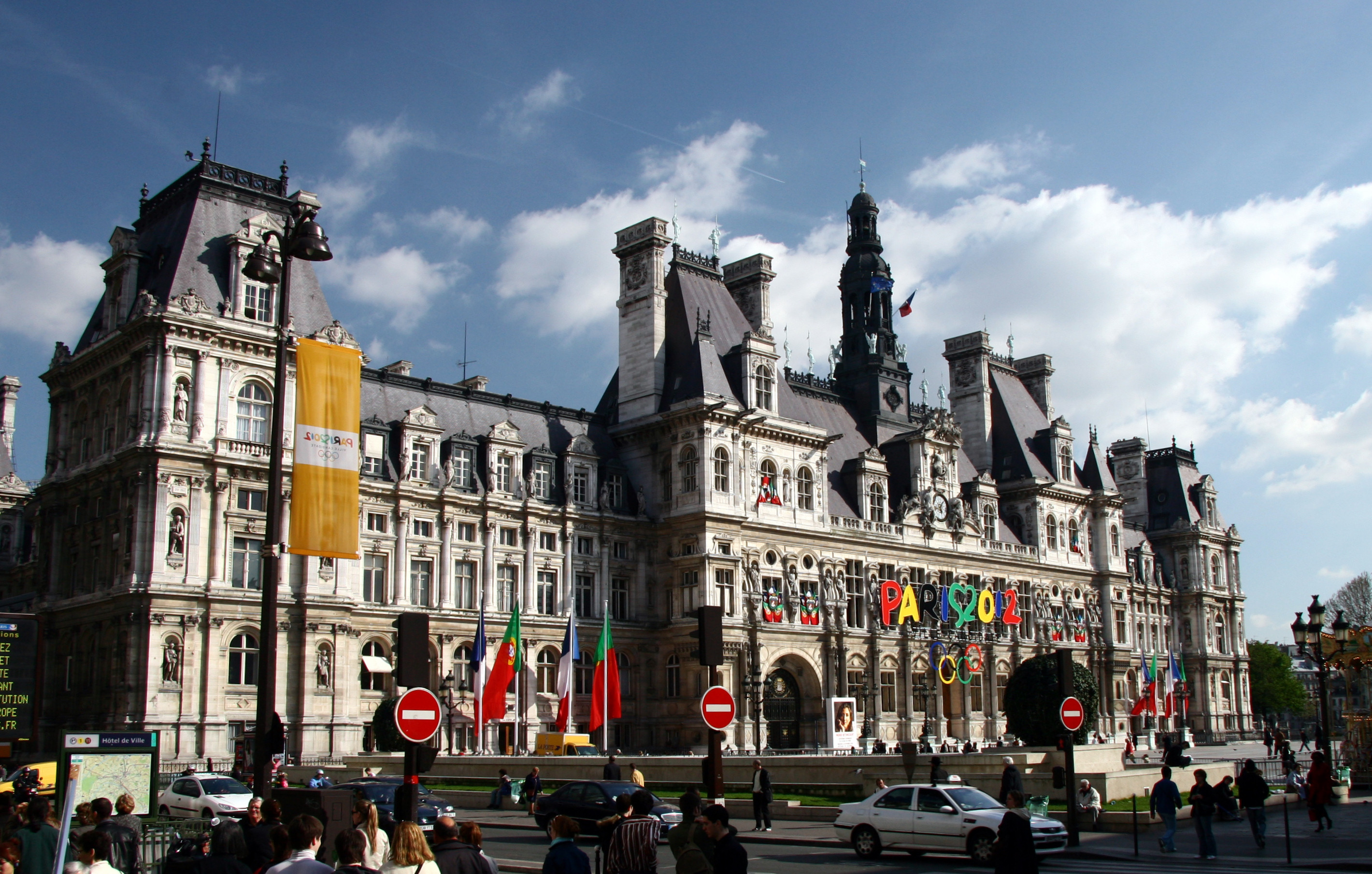
Мерія Парижа (Отель де Вілле), західний фасад в стилістиці французького ренесансу, 1880 р.
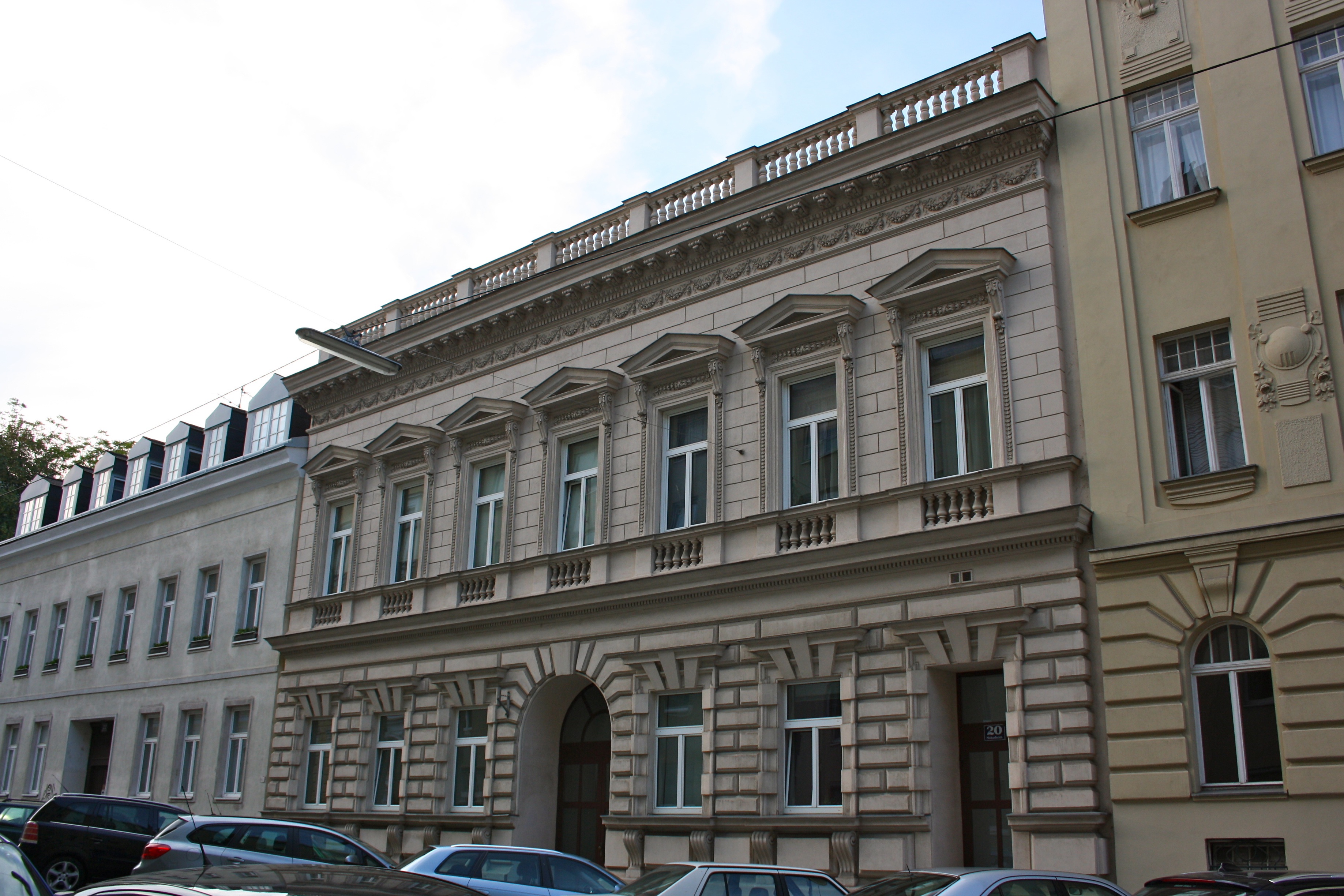
Вонхаус на Міхаельштрассе, 20, Відень, Австрія.
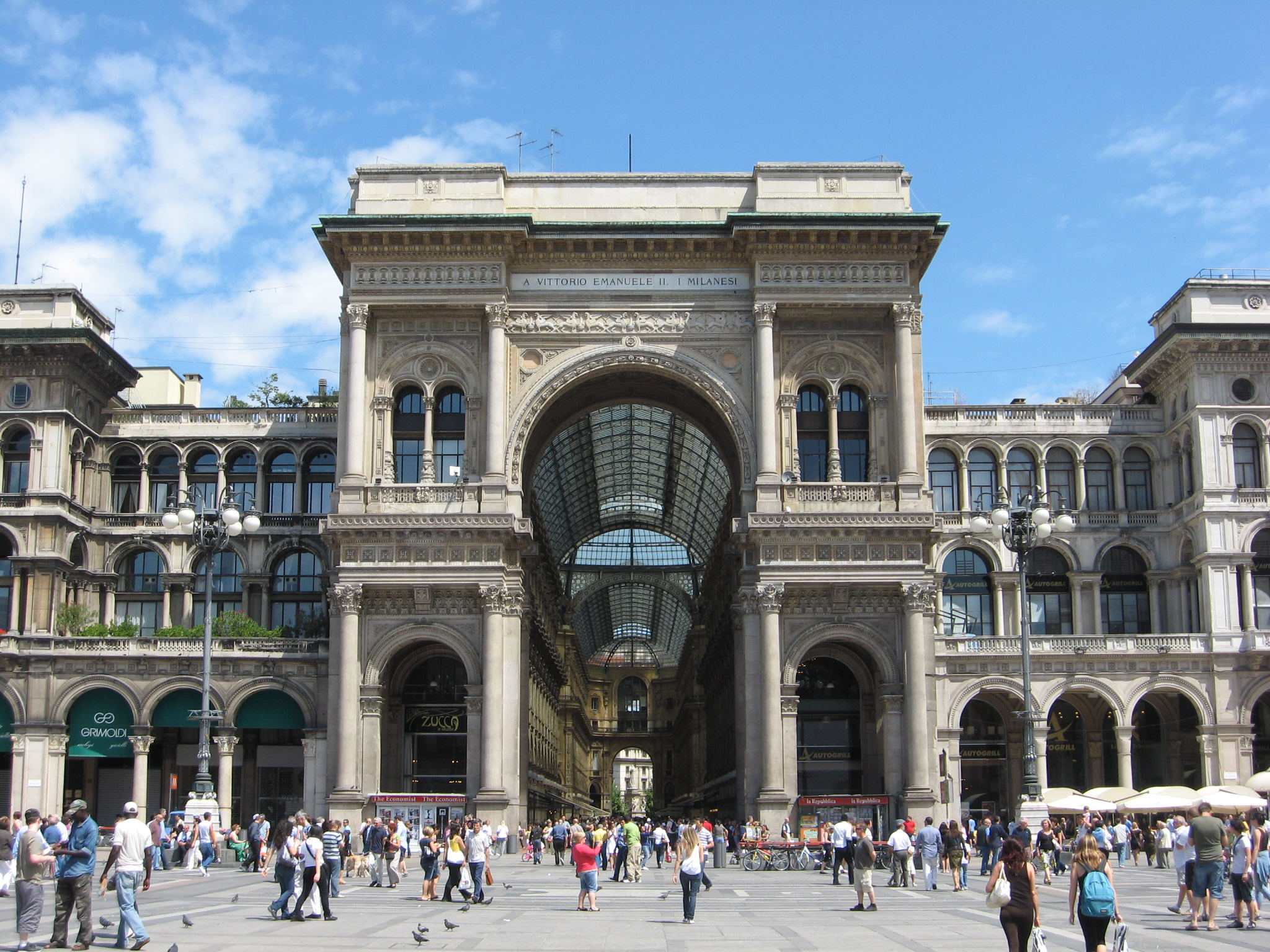
Галерея Віктора-Еммануїла, Мілан, Італія.
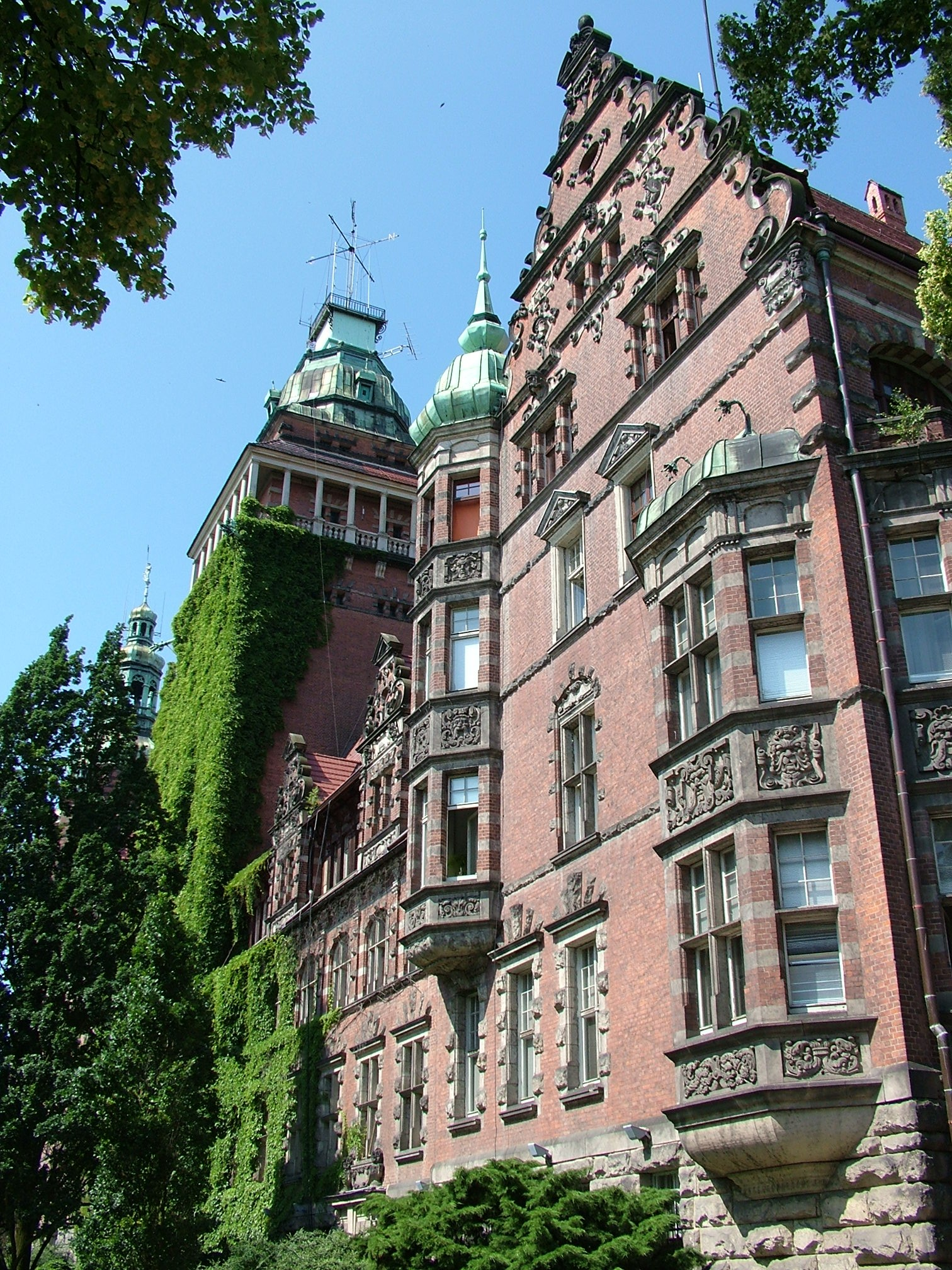
Регіональне бюро в Щецині, Польща.
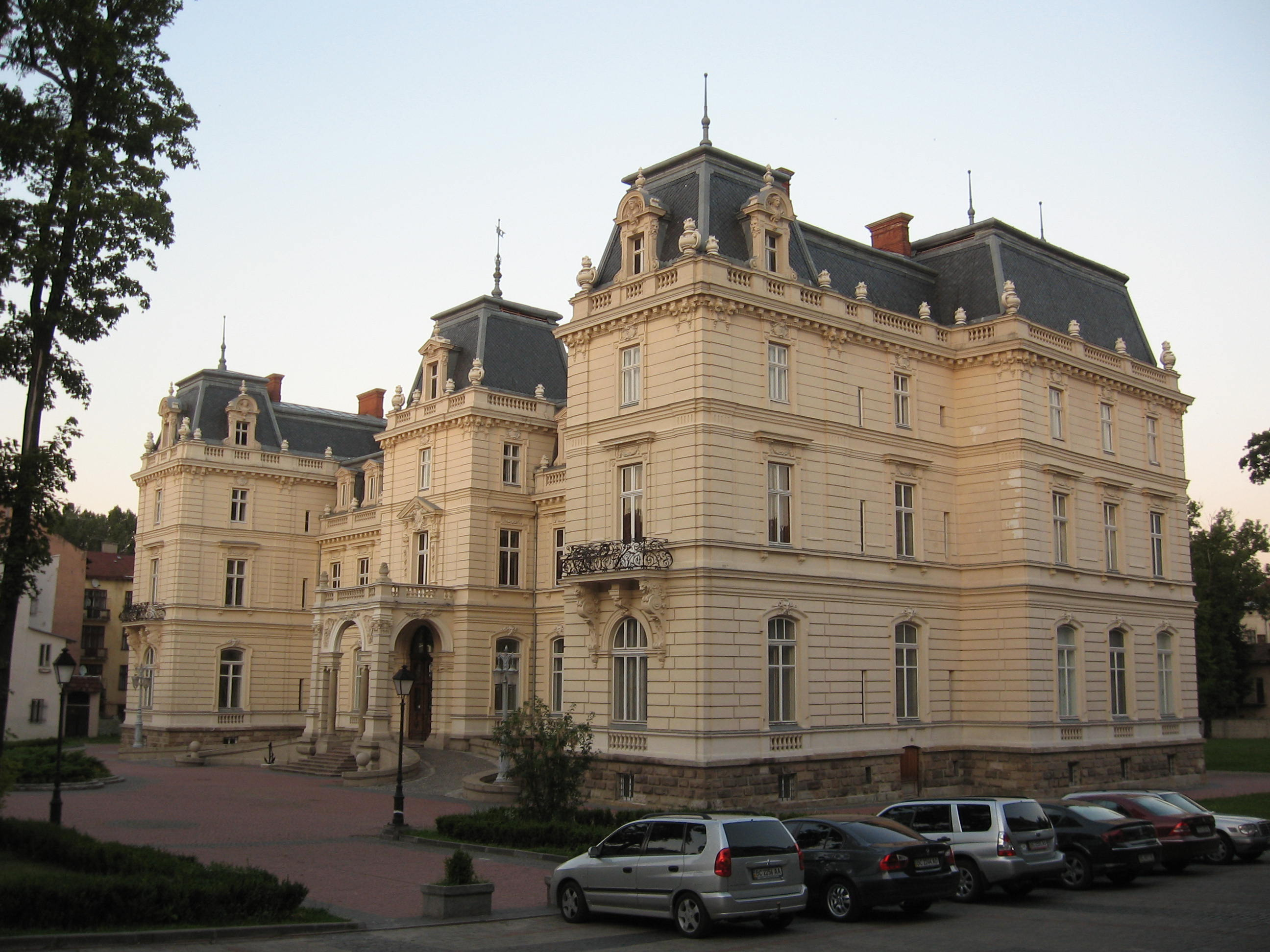
Львів, Україна. Палац Потоцьких.